# ولدون (کارولینای شمالی)
ولدون (به انگلیسی: Weldon) شهری در ایالت کارولینای شمالی کشور ایالات متحده آمریکا است که جمعیت آن در سرشماری سال ۲۰۱۰ میلادی، ۱٬۶۵۵ نفر بوده‌است.